# Войтович Назарій Юрійович
Назарій Юрійович Войтович (2 червня 1996, с. Травневе, Збаразький район, Тернопільська область, Україна — 20 лютого 2014, Київ, Україна) — учасник Євромайдану, студент Тернопільського кооперативного торговельно-економічного коледжу. Герой України.

## Життєпис

### Навчання
Закінчив Травненську ЗОШ І-ІІ ступенів. Навчався на третьому курсі відділення дизайну Тернопільського кооперативного торговельно-економічного коледжу, був єдиною дитиною в сім'ї.

### На Майдані
Назар Войтович поїхав до Києва вночі 19 лютого, а вже наступного дня під час протистоянь на Майдані хлопця вбили з вогнепальної зброї.
З друзями до Києва прибув о 7:30 ранку, а за дві години на дзвінок від мами замість сина відповіла волонтер Юлія Вотчер із Михайлівського собору, яка повідомила, що Назара вбито пострілом у голову. Снайперська куля влучила хлопцеві в обличчя і вийшла через хребет. Зі слів одногрупників ще в середу, 19 лютого, Назар був на парах, а ввечері мав тільки віднести до автобуса, який їхав на Київ, речі для столичного майдану. В останню хвилину чомусь вирішив, що й сам поїде. Це рішення коштувало йому життя.

## Спогади рідних, друзів
Односельці кажуть, що батьки, для яких Назарчик був єдиною дитиною, переживали і не пускали його в Київ. Вважали, що він може підтримувати прагнення людей до кращого майбутнього для країни на місцевому Майдані.
«Наш Назарчик», «Назарко», — називали хлопця однокласники. Кажуть, що його не можна було не любити. Світловолосий, з веснянкуватим обличчям, сірими добрими очима та щирою усмішкою. Завжди привітний, доброзичливий, співчутливий, інколи — замріяний, заглиблений у свої потаємні думки.
Ще навчаючись у початкових класах, Назар зачитувався енциклопедіями, шукаючи відповіді на свої дитячі запитання щодо таємниць живої природи, побудови Всесвіту, природних явищ, а на уроках і під час перерв ділився знаннями з друзями та вчителями. Його цікавило буквально все: зброя козаків і події Другої світової війни, життя видатних людей та старовинні монети, історія рідного краю й принцип побудови повітряної кулі, на підняття якої Назар приходив подивитися пішки з Травневого до Збаража. У школі був старанним, ініціативним учнем, брав активну участь у спортивних і туристичних змаганнях, районних виступах екологічної агітбригади, шкільних театралізаціях, КВК, конкурсах та вікторинах. Любив слухати музику, малювати, подорожувати, творити. Назар умів товаришувати, веселились, підтримати й поспівчувати, а тому мав багато друзів.

## Вшанування пам'яті
Похований у с. Травневе. Панахиду за загиблим Назарем Войтовичем відправили 21 лютого в Тернопільському кооперативному коледжі. 22 лютого похований у рідному селі. Провести в останню путь Назарчика та розділити печаль його рідних прийшли близько тисячі людей.
У Тернопільському кооперативному торговельно-економічному коледжі студенти й викладачі облаштували Куток пам'яті Назарія Войтовича, де відтворили символьні елементи Майдану: шини, ялинку, бруківку, на стендах розмістили світлини Назара під час навчання, а також графічні роботи його авторства.
У день народження Назара 2 червня 2014 року, односельці, ровесники з музичної школи Тернополя, «Оркестра Волі» та всі, хто його знав і зумів приїхати в с. Травневе, вшанували пам'ять героя. Священнослужителі на чолі з архієпископом Нестором відслужили літургію в місцевій церкві.
Кабінет Міністрів України 15 листопада 2017 р. заснував в числі державних стипендій найкращим молодим вченим за вагомий внесок у розвиток демократичних та гуманістичних цінностей у сфері науки і освіти та зміцнення міжнародного авторитету України стипендію імені Назарія Войтовича.

### Музей
До річниці загибелі хлопця у школі відкрили музей пам'яті Героя, де зібрали його картини, атрибути з київського Майдану: бруківку, каски, щити, протигази, коктейлі Молотова, прапори, шини та інше. Батько Назара намалював на всю стіну картину про Майдан.

### У назвах
Школа села Травневе носить ім'я Назарія Войтовича, на фасаді навчального закладу встановлено барельєф убитого хлопця, а також поблизу школи односельці звели Пагорб Гідності Героя «Небесної Сотні».

### У скульптурі
24 лютого 2015 року на фасаді Тернопільського кооперативного торговельно-економічного коледжу відкрили пам'ятну дошку, яку освятив Архієпископ Нестор. Автор барельєфа — скульптор Роман Вільгушинський
19 травня 2017 року у Збаразькому замку встановили погруддя наймолодших героїв Небесної сотні Назарія Войтовича та Устима Голоднюка.

### У спорті
На початку серпня у Збаражі щороку відбуваються спортивні турніри з футболу, волейболу і гирьового спорту «Героям — слава!», присвячений пам'яті Устима Голоднюка та Назара Войтовича. Перший турнір провели 12 серпня 2014 року у 20-річчя від дня народження Устима. Другий турнір — 12 серпня 2015.

## Нагороди
- Звання Герой України з удостоєнням ордена «Золота Зірка» (21 листопада 2014, посмертно) — за громадянську мужність, патріотизм, героїчне відстоювання конституційних засад демократії, прав і свобод людини, самовіддане служіння Українському народу, виявлені під час Революції гідності[10]
- Медаль «За жертовність і любов до України» (УПЦ КП, червень 2015) (посмертно)[11]

## Світлини

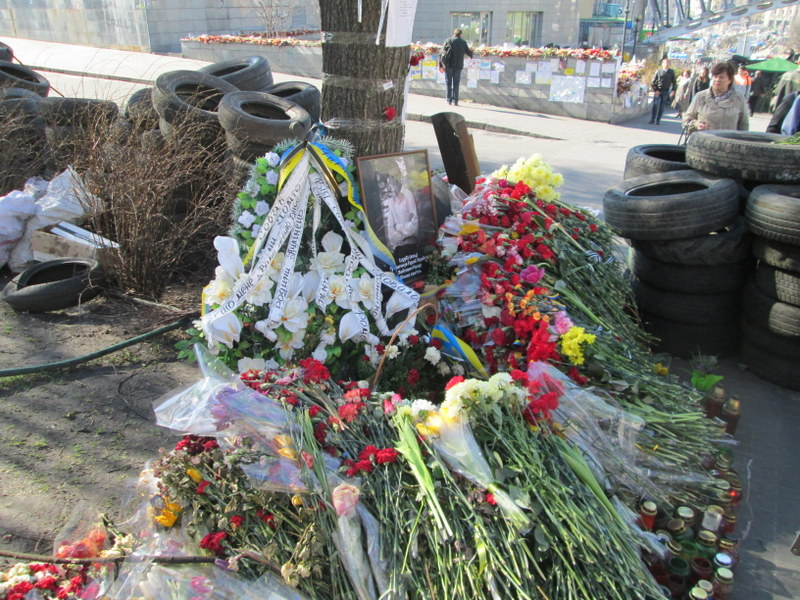
Місце загибелі Назарія Войтовича